# Jean Schlumberger (jubiler)
Jean Schlumberger (ur. w 1907 w Miluzie, zm. w 1987 w Paryżu) – francuski projektant biżuterii, jubiler.
Podczas drugiej wojny światowej trafił do USA, zamieszkał w Nowym Jorku, gdzie wraz z Nicolasem Bongardem otworzyli salon.
W 1956 roku Walter Hoving, dyrektor  firmy jubilerskiej Tiffany & Co, zaproponował mu stanowisko swojego zastępcy. Schlumberger  w swojej pracy inspirował się elementami natury (liście, kwiaty, motyle) i fauną morską (muszle, ośmiornice, rozgwiazdy).
Biżuteria stworzona przez Schlumbergera noszona była przez m.in. Elizabeth Taylor, Jacqueline Kennedy Onasis.